# Nado anaega isseosseumyeon johgessda
Nado anaega it-eot-eu-myeon jotgetda (hangul: 나도 아내가 있었으면 좋겠다, lit. Ja też chciałbym mieć żonę) – południowokoreański film z 2001 roku w reżyserii Park Heung-sika. W głównych rolach wystąpili Sol Kyung-gu i Jeon Do-yeon.

## Opis fabuły
Bong-soo (Sol Kyung-gu) pracuje jako kierownik małego banku. W ciągu trzech lat, a właściwie nawet od 23 lat, jeśli liczyć jego dni szkolne, nigdy się nie spóźnił. Jednak pewnego dnia celowo postanawia opuścić pracę. Jest ku temu jeden powód. W pociągu metra, który nagle zatrzymał się w drodze do pracy, wszyscy wokół niego sięgają po telefony komórkowe, żeby do kogoś zadzwonić. W tym momencie zdał sobie sprawę, że nie ma ani jednej osoby, do której mógłby zadzwonić. Nie wie, że w centrum edukacyjnym po drugiej stronie ulicy od banku, w którym pracuje, 27-letnia kobieta Won-ju (Jeon Do-yeon) pracuje kobieta pielęgnująca do niego małe zauroczenie. Bong-soo i Won-ju wpadają na siebie niemal codziennie, w restauracji, w banku, na dworcu autobusowym. Zdarzają się im przy tym różne drobne incydenty, ale Bong-soo nadal nie zauważa obecności Won-ju.

## Obsada
Role główne:
- Sol Kyung-gu jako Kim Bong-soo
- Jeon Do-yeon jako Jung Won-ju

Role drugoplanowe:
- Jin Hee-kyung jako Tae-Ran

## Nagrody
2001 Baeksang Arts Awards
- Najlepsza aktorka - Jeon Do-yeon
- Najlepszy debiut reżyserski - Park Heung-sik